# Оромокто
Оромокто (англ. Oromocto) — містечко в Канаді, у провінції Нью-Брансвік, у складі графства Санбері.

## Населення
За даними перепису 2016 року, містечко нараховувало 9223 особи, показавши зростання на 3,3%, порівняно з 2011-м роком. Середня густина населення становила 410,9 осіб/км².
З офіційних мов обидвома одночасно володіли 2 410 жителів, тільки англійською — 6 540, тільки французькою — 260, а 5 — жодною з них. Усього 205 осіб вважали рідною мовою не одну з офіційних, з них 10 — одну з корінних мов.
Працездатне населення становило 71,5% усього населення, рівень безробіття — 6,3% (6,6% серед чоловіків та 6,4% серед жінок). 93,9% осіб були найманими працівниками, а 4% — самозайнятими.
Середній дохід на особу становив $46 032 (медіана $46 336), при цьому для чоловіків — $56 579, а для жінок $34 280 (медіани — $60 149 та $25 782 відповідно).
39,3% мешканців мали закінчену шкільну освіту, не мали закінченої шкільної освіти — 14,7%, 45,9% мали післяшкільну освіту, з яких 34,8% мали диплом бакалавра, або вищий, 20 осіб мали вчений ступінь.
| Статево-вікова структура населення | Статево-вікова структура населення | Статево-вікова структура населення | Статево-вікова структура населення | Статево-вікова структура населення |
| ---------------------------------- | ---------------------------------- | ---------------------------------- | ---------------------------------- | ---------------------------------- |
|                                    |                                    |                                    |                                    |                                    |
| Всього                             | Всього                             | 54,6%45,4%                         |                                    |                                    |
| 0 — 14 років                       | 0 — 14 років                       |                                    | 21,3%                              | 21,3%                              |
| 15 — 64 років                      | 15 — 64 років                      |                                    | 69,7%                              | 69,7%                              |
| 65 і більше                        | 65 і більше                        |                                    | 9,1%                               | 9,1%                               |
| 85 і більше                        | 85 і більше                        |                                    | 1%                                 | 1%                                 |
| 100 і більше                       | 100 і більше                       |                                    | 0,1%                               | 0,1%                               |
| Середній вік (років)               | Середній вік (років)               | 31,835,0                           | 33,2                               | 33,2                               |
| Медіана (років)                    | Медіана (років)                    | 29,032,4                           | 30,2                               | 30,2                               |
| — чоловіки — жінки                 |                                    |                                    |                                    |                                    |

| Походження мешканців:     | Походження мешканців:     | Походження мешканців: | Походження мешканців: | Походження мешканців: |
| ------------------------- | ------------------------- | --------------------- | --------------------- | --------------------- |
| Походження                |                           |                       | осіб                  | %                     |
| Корінні американці        | Корінні американці        |                       | 600                   | 6.98%                 |
| Інше північноамериканське | Інше північноамериканське |                       | 4 455                 | 51.83%                |
| Європейське               | Європейське               |                       | 5 945                 | 69.17%                |
| британське                | британське                |                       | 4 730                 | 55.03%                |
| французьке                | французьке                |                       | 1 975                 | 22.98%                |
| українське                | українське                |                       | 190                   | 2.21%                 |
| Латинськоамериканське     | Латинськоамериканське     |                       | 45                    | 0.52%                 |
| Карибське                 | Карибське                 |                       | 40                    | 0.47%                 |
| Африканське               | Африканське               |                       | 115                   | 1.34%                 |
| Азійське                  | Азійське                  |                       | 265                   | 3.08%                 |
| Океанійське               | Океанійське               |                       | 10                    | 0.12%                 |

| Зайнятість населення за галузями (за класифікацією NOC): | Зайнятість населення за галузями (за класифікацією NOC): | Зайнятість населення за галузями (за класифікацією NOC): | Зайнятість населення за галузями (за класифікацією NOC): | Зайнятість населення за галузями (за класифікацією NOC): |
| -------------------------------------------------------- | -------------------------------------------------------- | -------------------------------------------------------- | -------------------------------------------------------- | -------------------------------------------------------- |
|                                                          |                                                          |                                                          |                                                          |                                                          |
| Управління                                               | Управління                                               |                                                          | 10,4%                                                    | 10,4%                                                    |
| Бізнес, фінанси та адміністрування                       | Бізнес, фінанси та адміністрування                       |                                                          | 10,2%                                                    | 10,2%                                                    |
| Природничі та прикладні науки                            | Природничі та прикладні науки                            |                                                          | 4,7%                                                     | 4,7%                                                     |
| Охорона здоров'я                                         | Охорона здоров'я                                         |                                                          | 6,9%                                                     | 6,9%                                                     |
| Освіта, правозахист, муніципальні та урядові служби      | Освіта, правозахист, муніципальні та урядові служби      |                                                          | 42,6%                                                    | 42,6%                                                    |
| Мистецтво, культура, відпочинок та спорт                 | Мистецтво, культура, відпочинок та спорт                 |                                                          | 1,3%                                                     | 1,3%                                                     |
| Роздрібна торгівля та послуги                            | Роздрібна торгівля та послуги                            |                                                          | 17,5%                                                    | 17,5%                                                    |
| Гуртова торгівля, транспорт та обладнання                | Гуртова торгівля, транспорт та обладнання                |                                                          | 5,1%                                                     | 5,1%                                                     |
| Природні ресурси, сільське господарство                  | Природні ресурси, сільське господарство                  |                                                          | 0,8%                                                     | 0,8%                                                     |
| Виробництво                                              | Виробництво                                              |                                                          | 0,6%                                                     | 0,6%                                                     |

## Клімат
Середня річна температура становить 5,6°C, середня максимальна – 23,7°C, а середня мінімальна – -15,8°C. Середня річна кількість опадів – 1 161 мм.
| Клімат поселення                              | Клімат поселення | Клімат поселення | Клімат поселення | Клімат поселення | Клімат поселення | Клімат поселення | Клімат поселення | Клімат поселення | Клімат поселення | Клімат поселення | Клімат поселення | Клімат поселення | Клімат поселення |
| Показник                                      | Січ.             | Лют.             | Бер.             | Квіт.            | Трав.            | Черв.            | Лип.             | Серп.            | Вер.             | Жовт.            | Лист.            | Груд.            |                  |
| Середній максимум, °C                         | −3,21            | −1,75            | 4,02             | 10,75            | 17,40            | 22,58            | 23,72            | 22,97            | 18,19            | 12,12            | 6,06             | −1,48            |                  |
| Середня температура, °C                       | −9,51            | −8,06            | −2,28            | 4,44             | 11,10            | 16,27            | 19,40            | 18,64            | 13,89            | 7,81             | 1,74             | −5,8             |                  |
| Середній мінімум, °C                          | −15,82           | −14,34           | −8,59            | −1,86            | 4,78             | 9,97             | 15,08            | 14,33            | 9,56             | 3,49             | −2,58            | −10,11           |                  |
| Норма опадів, мм                              | 108              | 83               | 99               | 90               | 97               | 90               | 91               | 90               | 96               | 97               | 107              | 113              |                  |
| Середньомісячна швидкість вітру, м/с          | 3.50             | 3.50             | 3.70             | 3.60             | 3.30             | 2.90             | 2.60             | 2.40             | 2.70             | 3.10             | 3.30             | 3.50             |                  |
| Середньомісячна сонячна радіація, кДж/м²·день | 5292             | 8501             | 12212            | 15330            | 18264            | 20276            | 19941            | 17698            | 13174            | 8510             | 5025             | 4128             |                  |
| --------------------------------------------- | ---------------- | ---------------- | ---------------- | ---------------- | ---------------- | ---------------- | ---------------- | ---------------- | ---------------- | ---------------- | ---------------- | ---------------- | ---------------- |
| Джерело:                                      |                  |                  |                  |                  |                  |                  |                  |                  |                  |                  |                  |                  |                  |